# Зелені ланцюжки
«Зелені ланцюжки» (рос. «Зеленые цепочки») — чорно-білий художній фільм виробництва СРСР 1970 року, Ленінградської ордена Леніна кіностудії «Ленфільм», режисер Григорій Аронов, за повістями Германа Матвеєва «Зелені ланцюжки» та «Таємна сутичка».
Прем'єра фільму в СРСР 30 грудня 1970 року.

## Зміст
Дія фільму розгортається під час Другої світової війни. Група хлопчаків знаходить ракетницю. Крок за кроком знахідка приводить їх до банди злочинців. Чекіст Бураков узяв шефство над хлопчиками і разом вони розкрили та зловили диверсанта, що ховався в образі простого російського дядька.

## Ролі
- Саша Григор'єв — Мишка Алексієв
- Ігор Урумбеков — Васька Кожух
- Володимир Лелетко — Стьопка Панфілов, ленінградський хлопчисько, що пише вірші
- Павло Луспекаєв — Іван Васильович, майор НКВС СРСР на Ливарному
- Олег Бєлов — Олексій Іванович Бураков
- Олександр Михайлов — однорукий «дядя Петя», німецький шпигун Пауль Ріхтер
- Федір Одиноков — шофер вантажівки Семен Семенов, підпомагач шпигунів
- Андрій Крупенін — Шурка-«Крендель», Олександр Калачов
- Аристарх Ливанов — Жорка-«Брюнет»
- Олександр Липов — Валерій Каплунов, довготелесий диверсант-ракетник, племінник годинникаря Воронова

в епізодах
- Костянтин Адашевський — годинникар Воронов, дядько ракетника
- Людмила Аржанікова — управгосп
- Валентина Ананьїна — Алексієва, Мишкова мати
- Людмила Глазова — жінка на ринку, продає дитячі черевички
- Віолетта Жухімович — дружинниць
- Наталія Журавель — дружинниця Нюра
- Володимир Карпенко — працівник НКВС
- Кіра Крейлис-Петрова — Анастасія, дружина Семенова
- Юрій Оськін — міліціонер у відділку міліції на ринку
- Олександр Соколов — сусід Мишка
- Віктор Чайников — директор хлібзаводу
- Оля Лунькова — Люся, сестра Мішки
- Сергій Кашоваров — працівник міліції Миронов (в титрах не вказано)
- Михайло Мудров — дядько в лазні (у титрах не вказано)
- І. Астапов, Н. Максимович, С. Чулков,
Толя Вікторов, Юра Чистяков

## Знімальна група
- Автор сценарію — Фелікс Миронер
- Режисер-постановник — Григорій Аронов
- Головний оператор — Микола Жилін
- Головний художник — Михайло Іванов
- Режисер — А. Дугладзе
- Оператор — Б. Олександровський
- Композитор — Ісаак Шварц
- Звукооператор — Тигран Силаєв
- Оркестр Ленінградської філармонії (в титрах не вказаний)
  - Диригент — Лео Корхін
- Текст пісні — Вадим Коростильов
- Монтажер — О. Іванова
- Редактор — Світлана Пономаренко
- Художник по костюмах — Валентина Жук
- Художник-гример — Л. Завіткова
- Художники-декоратори — В. Гасилов, В. Скрадоль
- Асистенти:
  - режисера — С. Ільїна, В. Томах, М. Шевельова
  - оператора — Д. Гаращенков, В. Лунін, Ю. Плешкін
- Комбіновані зйомки:
  - Оператор — М. Покровський
  - Художник — Марія Кандат
- Консультанти:
  - кандидат юридичних наук Б.Д. Лебін
  - підполковник І. Скрипченко
- Директор картини — Григорій Прусовський

## Цікаві факти
- Герой Павла Луспекаєва, хоча і називає у фільмі себе майором, але носить форму зі знаками відмінності старшого лейтенанта держбезпеки (про приналежність до НКВС СРСР свідчать нашивки на рукавах). Це звання відповідало званню майора РСЧА.
- Усі права на дистрибуцію фільму має відповідно до прокатних посвідчень Роскультури ФГУП «Фільмофонд кіностудії „Ленфільм“» на термін дії авторських прав.